# Gregori Warchavchik

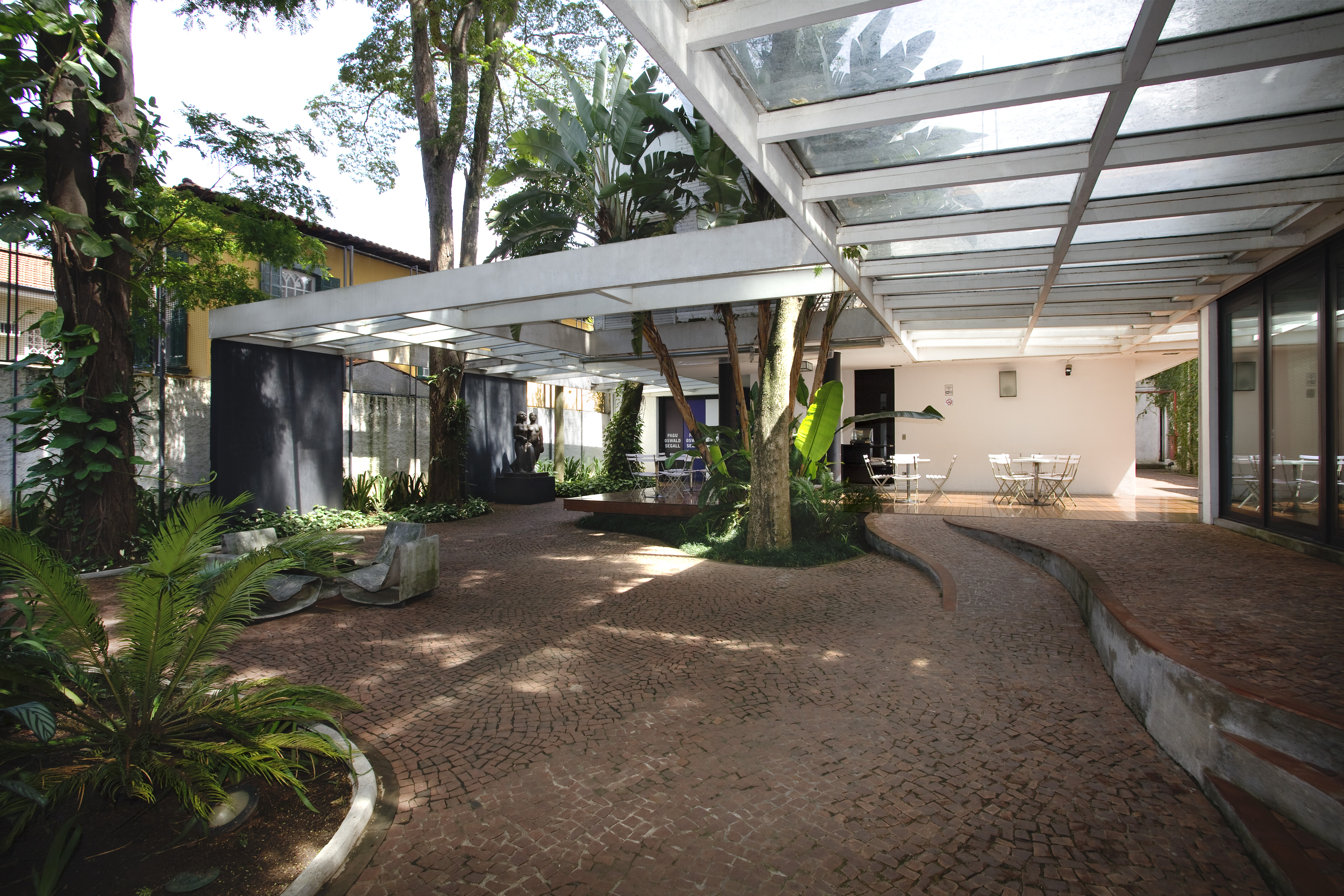
Museo Lasar Segall (1967), São Paulo

Gregori Warchavchik (en ruso: Григорий Ильич Варшавчик, romanización Grigorij Il'ič Varšavčik) (Odessa, 2 de abril de 1896-São Paulo, 27 de julio de 1972) fue un arquitecto racionalista ruso afincado en Brasil. En sus proyectos colaboró con su esposa Mina Klabin Warchavchik para el diseño de paisajismo.

## Trayectoria
Estudió en la Universidad de Odessa y en el Reale Istituto Superiore de Belle Arti de Roma. Tras titularse en 1920 trabajó para Marcello Piacentini, para el que ejerció de ayudante en el Teatro Savoia de Florencia. En 1923 emigró a Brasil, donde trabajó en São Paulo (1923-1931) y en Río de Janeiro (1931-1933) con Lúcio Costa. En 1934 abrió su propio estudio en São Paulo.
Pionero de la arquitectura racionalista en Brasil, fue autor de diversas obras de ese estilo en São Paulo: su casa, considerada la primera casa moderna del Brasil (1927-1928), los edificios de las calles Avanhandava y Tomé de Souza (1929), las casas populares de la calle Dona Berta (1930) y la Casa Moderna (1930). El edificio de la calle Itapolis, de influencia bauhausiana, fue considerado todo un manifiesto del racionalismo y suscitó una viva polémica por su diseño avanzado.
En 1929, a instancias de Le Corbusier, fue nombrado representante del CIAM (Congreso Internacional de Arquitectura Moderna) en América del Sur. Al año siguiente empezó a dar clases en la Escuela de Bellas Artes de Río de Janeiro. En esa ciudad construyó con Lúcio Costa la casa de la calle Toneleros (1931), la casa Schwartz (1932) y las casas populares de Gamboa (1937).
De vuelta a São Paulo, fue autor del Ayuntamiento (1943), las sedes de los clubes Paulistano (1948) y Pinheiros (1956), las oficinas de Cicero Prado (1954) y el Museo Lasar Segall (1967).